# Cesáreo Guillermo

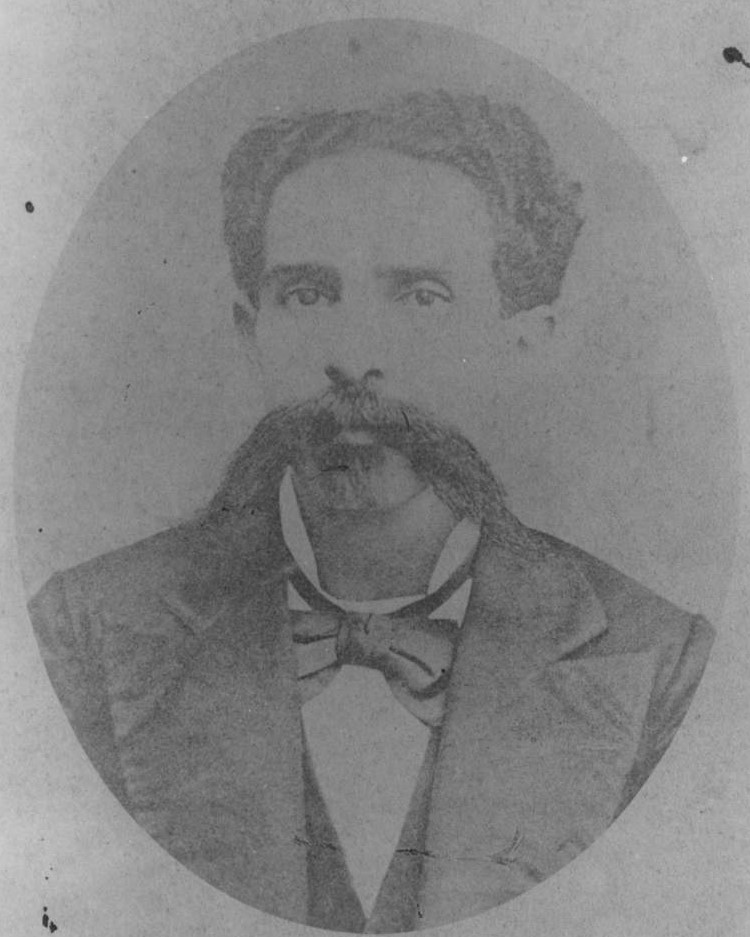
Cesáreo Guillermo

Cesáreo Guillermo y Bastardo, (La Rodada, Hato Mayor, 8 maart 1847 - Azua de Compostela, 8 november 1885) was een Dominicaanse politicus en militair. Hij was doctor in de rechtsgeleerdheid en president van de Dominicaanse Republiek van 1878 tot 1879. Zoon van William en Rosalie Pedro Bastardo.
Hij begon in 1863 op 16-jarige leeftijd in het leger. Later bekleedde hij de functie van afgevaardigde in het Nationaal Congres en was minister van Binnenlandse Zaken en politie. In Higuey was hij commandant van Wapens en in de Cibao werd hij gepromoveerd tot generaal.
Van 2 september 1878 tot 6 september 1878 was hij onder Ulises Heureaux hoofd operaties van de Movimiento Unánime Popular (Unanieme Volksbeweging). Vanaf 30 september 1878 tot 27 februari 1879. diende hij als interim-manager van de uitvoerende macht in de Raad van ministers van Buitenlandse Zaken.
De verkiezingen van 27 februari 1878 werden gewonnen door Cesáreo Guillermo als leider van de Partido Rojo, doordat zijn enige tegenstander, generaal Manuel Caceres Altagracia, enige dagen voor de verkiezingen werd gedood.